# Marcellus van Parijs
Marcellus van Parijs (Frans: Marcel de Paris), ook bekend als Sint-Marcellus (ca. 360 – Parijs, november 436), was de negende bisschop van Parijs en diende in deze hoedanigheid in de vroege 5e eeuw. Hij wordt beschouwd als een belangrijke figuur in de verspreiding en consolidatie van het christendom in de regio tijdens een periode van politieke en sociale onrust.
Samen met Dionysius, Genoveva en Aurea is hij één van de vier beschermheiligen van Parijs.

## Leven en ambt
Marcellus werd geboren in de tweede helft van de 4e eeuw op het Île de la Cité, uit een eenvoudige familie woonachtig nabij de Petit-Pont. Hij leefde in een tijd waarin het Romeinse Rijk in verval was, en het christendom zich begon te vestigen als de dominante religie in Gallië.
Rond 405 volgt hij een zekere Prudentius op als bisschop van de stad. Onder zijn episcopaat, dat ongeveer 30 jaar duurde, werd mogelijks een eerste eenvoudige houten kerk gebouwd op het Île de la Cité.
Na zijn dood werd Marcellus begraven buiten net de stad, op een vroeg-christelijke begraafplaats langs een Romeinse weg tussen Parijs en Lyon. Hij werd heilig verklaard vanwege enkele wonderen die aan zijn tussenkomst werden toegeschreven. Zijn feestdag wordt gevierd op 1 november.